# Gène Mushroom
Le gène Mushroom est un gène de dilution de la robe du cheval, identifié en 2014. Récessif, il affecte le pigment rouge chez les chevaux.
Sur une base alezan, le cheval naît beige pâle avec parfois une teinte grisâtre ou rosée et garde souvent cette couleur lorsqu'il devient adulte, mais certains deviennent plus foncés une fois adultes. 
Sur une base baie, le cheval naît beige jaunâtre avec une bande contrastante foncée sur le dos, et en vieillissant, il ressemblera à un bai dun.

## Prévalence
En 2019, ce gène de dilution n'a été trouvé que chez le poney Shetland au Royaume-Uni. L'effet du gène Mushroom sur le pigment marron-roux est très similaire à celui du gène Silver sur le noir, en particulier parce que le gène Silver et le gène Mushroom donnent un pelage sans teinte rougeâtre. Plusieurs poneys de cette couleur ont été testés pour le gène Extension et les résultats ont montré qu'ils étaient alezans, vérifiant ainsi que ce gène affecte le pigment rouge, la phéomélanine.
En 2019, le gène a été cartographié sur le p. Mutation de décalage de cadre Asp201fs dans MFSD12 sur le chromosome 7 du cheval. MSDF12 (domaine majeur de la superfamille facilitatrice contenant la protéine 12) se trouve dans les mélanocytes et est connu pour affecter la pigmentation chez l'humain et la souris. Des tests génétiques sont disponibles pour le gène Mushroom.